# Ozero Malaya Saryoba
Ozero Malaya Saryoba är en saltsjö i Kazakstan.   Den ligger i oblystet Aqmola, i den centrala delen av landet, 50 km öster om huvudstaden Astana. Arean är 6,2 kvadratkilometer.